# Nebularium
Nebularium es el álbum debut de la banda italiana de death metal melódicoDisarmonia Mundi. Este álbum es el único de la banda que posee un estilo de death metal progresivo, el cual cambiarían más adelante a death melódico en sus siguientes álbumes. Fue lanzado de forma independiente y grabado por Ettore Rigotti en un estudio en su propia casa. El álbum ayudaría a la banda a obtener un contrato con la discográfica italiana Scarlet Records. El álbum se relanzó el 26 de julio de 2009 en una versión remasterizada con una nueva carátula y en formato digipak doble con un nuevo EP titulado The Restless Memoirs.

## Lista de canciones
1. "Into D.M." – 3:06
2. "Blue Lake" – 7:02
3. "Mechanichell" – 5:02
4. "Guilty Claims" – 7:15
5. "Burning Cells" – 4:38
6. "Demiurgo" – 7:07
7. "Nebularium" – 7:07
8. "Awakening" – 2:51
9. "Chester" (Live in-studio bonus) – 3:58

## The Restless Memoirs
1. "Across the Burning Surface" – 4:12 (Grabado en el 2006)
2. "Flare" – 3:08 (Recorded in 1999)
3. "Kneeling on Broken Glass" – 3:40 (Grabada en el 2005)
4. "Spiral Dancer" – 3:48 (Grabada en el 2006)
5. "Chester" – 3:56 (Grabada en el 2000)
6. "Ghost Song" – 3:15 (Grabada en 1999)

## Créditos

### Integrantes
- Benny Bianco Chinto – voz
- Ettore Rigotti – guitarra, batería, teclado, voz
- Simone Palermiti – guitarra, teclados
- Mirco Andreis – bajo
- Claudio Ravinale - voz, letras (únicamente en The Restless Memoirs)

### Producción
- Producido y grabado por Ettore Rigotti en los estudios dB.
- Mezclado y masterizado por Ettore Rigotti y Alessandro Vanara en los estudios dB - verano 2001.
- Arte de la carátula por Marco Corti